# Università tecnica di Dresda
L'Università tecnica di Dresda (in tedesco: Technische Universität Dresden, acronimo "TUD") è la più grande istituzione universitaria della città tedesca e dello Stato federale della Sassonia. Nel 2015, grazie ai suoi 36.737 studenti, è la 12ª tra le più grandi università della Germania. Il nome attuale è in uso dal 1961, benché la fondazione risalga al 1828, facendone una delle più antiche università tecniche tedesche. Oggi, nonostante la denominazione di università tecnica, è un'università generalista i cui 126 corsi di studio spaziano dagli studi di ingegneria a quelli umanistici. L'università è membro fondatrice del T9, un consorzio che raggruppa le nove università a carattere di politecnico più importanti della Germania. L'università è una delle undici università tedesche che dal 2012 possono fregiarsi del titolo di "Università d'eccellenza" e beneficiare dei fondi del programma d'investimento "Iniziativa eccellenza" (Iniziativa regionale e federale per la promozione dell'eccellenza nella ricerca nelle università tedesche). Questo titolo è stato guadagnato successivamente al superamento delle tre prove di selezione (Future Concept, Graduate Schools, Clusters of Excellence).

## Storia
Con l'inizio dell'industrializzazione, nel 1828 venne fondata la "Scuola Tecnica Sassone" al fine di formare lavoratori specializzati da impiegare in ambiti tecnici quali la meccanica, l'ingegneria meccanica e la costruzione di navi. Nel 1871, anno di fondazione dell'Impero tedesco, l'istituto venne rinominato in "Politecnico Reale Sassone" (Königlich-Sächsisches Polytechnikum). Fu in quel tempo che furono introdotte per la prima volta materie non attinenti all'ambito tecnico quali economia, diritto, filosofia e lingue. Entro la fine del XIX Secolo l'istituto si era evoluto in una università generalista coprendo tutte le discipline. Nel 1961 assunse il nome attuale di università politecnica di Dresda (Technische Universität Dresden).

## Organizzazione
L'università è organizzata in 17 facoltà. Quasi tutte le facoltà sono collocate nel campus principale a sud del centro storico, mentre la facoltà di medicina ha il proprio campus a est del centro lungo le rive del fiume Elba. Il dipartimento di scienze forestali si trova a Tharandt, a pochi chilometri dalla capitale sassone.